# Црква Светог пророка Илије у Марковцу
Црква Светог пророка Илије у Марковцу, насељеном месту на територији градске општине Младеновац, подигнута је 1884. године и припада Епархији шумадијској Српске православне цркве.
Црква је посвећена Светом пророку Илији. Подигнута је на месту смрти деспота Стефана Лазаревића.